# DELMIA
 (février 2019).
Si vous disposez d'ouvrages ou d'articles de référence ou si vous connaissez des sites web de qualité traitant du thème abordé ici, merci de compléter l'article en donnant les références utiles à sa vérifiabilité et en les liant à la section « Notes et références ».
DELMIA constitue l'ensemble des produits développés et commercialisés par Dassault Systèmes, permettant de modéliser et de concevoir les moyens de production d'une entreprise manufacturière. Il permet de simuler les processus de l'usine numérique.
L'acronyme DELMIA signifie Digital Enterprise Lean Manufacturing Interactive Application.

## Clients
Parmi les clients de Dassault Systèmes utilisateurs de solutions DELMIA, on trouve:
- le groupe Swatch
- Toyota Motor Company
- Daimler
- Boeing
- Airbus
- Honda
- Bombardier
- Snecma
- Michelin